# Sonic Avenues
I Sonic Avenues sono una band punk rock di Montréal, Québec, Canada formatasi nel 2006.
La band è formata dal cantante Max Desharnais, chitarrista Sebastien Godin, bassista Chance Hutcinson e dal batterista Jean-Christophe "JC" Niquet.

## Storia

### 2006-2008: Formazione e primi anni
I Sonic Avenues nascono nel 2006 a Montréal. Sono stati formati dal cantante e chitarrista Max Desharnais.
Nei primi anni 2000 il cantante condivideva la casa con tre coinquilini con i quali improvvisava jam session nel seminterrato della casa. Un ospite abituale era Jamie Desjardins, bassist. Con il passare del tempo le improvvisazioni si trasformarono in sessioni di scrittura di canzoni. Dopo aver scritto le prime canzoni, Desharnais e Desjardins decisero di formare una band. Nel 2006 chiamarono il batterista JC Niquet e il chitarrista Seb Godin, formando ufficialmente la band.

### 2009 - 2012: Sonic Avenues, Television Youth e abbandono di Desjardins
Il 23 novembre 2009 viene pubblicato il primo album della band dal titolo omonimo, Sonic Avenues.
Il 31 gennaio 2012 viene pubblicato il secondo album della band Television Youth. Non molto tempo dopo aver completato il secondo lavoro, Jamie Desjardins lascia la band. La band recluta allora il bassista Chance Hutchison.

### 2014: Mistakes
Dopo aver ottenuto maggiori consensi dalla critica in Nord America, il 15 aprile 2014 pubblicano il terzo album, Mistakes. L'album riceve buone valutazioni totalizzando 4 stelle su 5 su Allmusic dove Mark Deming scrive "se credi ancora nel rock & roll, dovresti ascoltarlo al più presto."
Nello stesso anno viene pubblicato l'EP 2011 Euro Tour Split 7" (with Steve Adamyk Band) tratto dal tour del 2011.

### 2016: Disconnector
Il 5 ottobre 2016 viene pubblicato il singolo X YOUR MANNERS.
Il gruppo si trasferisce nello studio Mountain City di Adrian Popovich e ai Sound Salvation Studios di Desharnais. Il risultato è Disconnector, pubblicato da Dirtnap, Blow The Fuse e Taken By Surprise Records il 7 ottobre 2016.
Il 18 ottobre iniziano un tour negli Stati Uniti a supporto dell'album con 17 tappe. Lo stesso giorno pubblicano il video del primo e unico singolo estratto dal quarto album, Future. L'album ottiene buone recensioni: su Allmusic ottiene 4 stelle su 5 dove Tim Sendra scrive: "è il tipo di disco che premia gli ascolti ripetuti con una ricompensa emotiva guadagnata duramente."
Il 20 novembre dello stesso anno viene pubblicato DISCONNECTOR DEMO SESSIONS contenente alcune tracce registrate per il disco ma non pubblicate.
Nel 2017 faranno un tour in Europa con tappe in Austria, Ungheria, Francia, Italia, Spagna e Germania.

### 2018-2020: altri progetti
Nel gennaio 2018 Sebastien Godin e Chance Hutcinson, entrati a far parte della band canadese PRIORS, pubblicano un album omonimo per Twintoe Records seguito da altri tre lavori tra il 2018 e il 2019.
Nel maggio 2018 Max Desharnais e Chance Hutcinson entrano a far parte dei New Vogue con i quali pubblicano un EP e un album uscito il 30 aprile 2020.

## Formazione

### Formazione attuale
- Max Desharnais - voce, chitarra (2006-presente)
- Sebastien Godin - chitarra solista (2006-presente)
- Chance Hutcinson - basso (2012-presente)
- Jean-Christophe "JC" Niquet - percussioni (2006-presente)

### Ex-componenti
- Jamie Desjardins - basso (2006 - 2012)

## Discografia

### Album in studio
- 2009 - Sonic Avenues
- 2012 - Television Youth
- 2014 - Mistakes
- 2016 - Disconnector

### EP
- 2007 - Sonic Avenues
- 2011 - The Steve Adamyk Band* / Sonic Avenues - European Tour 2011 Split EP

### Demo
- 2016 - DISCONNECTOR DEMO SESSIONS